# دانلی ال پارایسو
دانلی ال پارایسو (به اسپانیایی: Danlí) یک منطقهٔ مسکونی در هندوراس است که در استان ال پارائیسو واقع شده‌است. دانلی ال پارایسو ۲٬۵۳۷ کیلومتر مربع مساحت و ۲۰۳٬۱۰۹ نفر جمعیت دارد و ۸۱۴ متر بالاتر از سطح دریا واقع شده‌است.